# الاتفاقية الدولية لمكافحة المنشطات في مجال الرياضة
الاتفاقية الدولية لمكافحة المنشطات في مجال الرياضة هي معاهدة متعددة الأطراف تابعة لليونسكو وتتفق الدول على تبني تدابير وطنية لمنع والقضاء على المنشطات والمخدرات في الرياضة.

## المضمون
الدول التي وافقت على اتفاقية توحيد القواعد المحلية مع قانون مكافحة المنشطات العالمي الصادر عن المؤسسة العالمية لمكافحة المنشطات. يشمل ذلك تسهيل ضوابط المنشطات ودعم برامج الاختبارات الوطنية وتشجيع إنشاء «أفضل الممارسات» في وضع العلامات والتسويق وتوزيع المنتجات التي قد تحتوي على مواد محظورة. حجب الدعم المالي من هؤلاء الذين يمارسون أو يدعمون المنشطات. اتخاذ تدابير ضد التصنيع والاتجار وتشجيع إنشاء مدونات قواعد السلوك للمهن المتعلقة بالرياضة ومكافحة المنشطات. تمويل التعليم والبحث عن المخدرات في الرياضة.

## الإنشاء والأطراف
اعتمدت الاتفاقية في المؤتمر العام لليونسكو في باريس في 19 أكتوبر 2005. دخلت حيز التنفيذ في 1 فبراير 2007 بعد أن تم التصديق عليها من قبل 30 دولة. اعتبارا من ديسمبر 2014 تم التصديق على الاتفاقية من قبل 177 دولة وشملت 176 دولة عضو في الأمم المتحدة بالإضافة إلى جزر كوك. 17 دولة من أعضاء الأمم المتحدة ليست طرفاً في الاتفاقية:
- أفغانستان
- جمهورية إفريقيا الوسطى
- جيبوتي
- تيمور الشرقية
- غينيا بيساو
- هندوراس
- كيريباتي
- لاوس
- لبنان
- ليختنشتاين
- موريتانيا
- ساو تومي وبرينسيب
- سيراليون
- جزر سليمان
- جنوب السودان
- تنزانيا
- اليمن